# Max Rudolf
Max Rudolf (Fráncfort del Meno, 15 de junio de 1902 –  Filadelfia, 28 de febrero de 1995) fue un director de orquesta, musicólogo y profesor de música alemán, nacionalizado estadounidense.

## Vida
Rudolf nació en 1902 en Fráncfort del Meno. Creció rodeado de música desde su infancia. Sus padres, Martin Ephraim y Antonie Tietz, asistían a conciertos y a la ópera. Su padre era abogado y tocaba el violín como amateur. Max se formó en el Goethe-Gymnasium de Fráncfort. Comenzó su educación musical estudiando piano desde los siete años. De 1920 a 1923 estudió piano con Eduard Jung, violonchelo con Maurits Frank y composición con Bernhard Sekles, que había sido discípulo de Engelbert Humperdinck, en la Universidad de Música de Fráncfort y en el Conservatorio Hoch. Completó su formación aprendiendo órgano y trompeta. Pasó un año más estudiando en la Universidad Johann Wolfgang Goethe antes de empezar su carrera como director.
En 1927 Rudolf se casó con Liese Ederheimer. Tuvieron dos hijos llamados William y Marianne. En 1935 se mudó a Suecia debido a la inestable situación en Alemania. Después de breves visitas a Cleveland y Chicago, emigró con su familia a Estados Unidos en 1943 y en 1945 obtuvo la nacionalidad estadounidense.   
El 28 de febrero de 1995 falleció en Filadelfia a la edad de 92 años. Le sobrevivieron su viuda, su dos hijos, así como cinco nietos y diez bisnietos.

## Carrera

### Como director
Su trayectoria arrancó con el puesto de director asistente en el Städtisches Theater de Friburgo. También trabajó como segundo director o répétiteur en el Hessisches Staatstheater de Darmstadt. De 1929 a 1935 fue el director principal del Teatro Alemán de Praga, donde trabajó con el director George Szell. Entre 1929 y 1930 también fue director invitado de la Filarmónica de Berlín.
En Suecia dirigió la Sinfónica de Gotemburgo y la Orquesta de la Radio de Gotemburgo.  
De 1946 a 1958 estuvo al frente de la Metropolitan Opera de Nueva York.
De 1958 a 1969 sucedió a Thor Johnson como director musical de la Orquesta Sinfónica de Cincinnati. Emprendió una gira mundial en 1966 y una gira europea en 1969. Además consiguió para esta orquesta un contrato con Decca Records.  
En 1971 fue jurado del Concurso Internacional de Música Dmitri Mitropoulos en Nueva York. Fue director principal de la Orquesta Sinfónica de Dallas durante la temporada 1973-1974 y como asesor artístico de la Orquesta Sinfónica de Nueva Jersey en la temporada 1976-1977. También trabajó con Concerto Soloists Ensembles Philadelphia. Fue contratado por las grandes orquestas de América, e interpretó en los principales teatros de ópera.

### Como profesor
En 1950 publicó The Grammar of Conducting, un libro muy utilizado por los directores de orquesta, que fue reeditado con importantes revisiones en 1980 y en 1994.
De 1958 a 1969 fue un destacado profesor en el Instituto Tanglewood de la Universidad de Boston.
De 1970 a 1973 dirigió las clases de dirección y ópera en el Instituto de Música Curtis y de 1983 a 1989. Entre sus alumnos en esta institución cabe destacar Robert Spano.

## Premios y reconocimientos
- Doctorado Honorario del Conservatorio de Música de Cincinnati
- Doctor Honorario en Letras Humanitarias de la Universidad de Cincinnati
- Premio Theodore Thomas del Sindicato de Directores